# 郭栢榮
郭栢榮（英語：Barry Cox，1977年1月15日—），英國籍香港男演員及歌手，前無綫電視藝員。

## 背景

### 早年生活
郭栢榮於英國利物浦出生，曾就讀當地的學校 Broadgreen International School，長大後在一間電器商店任職銷售員。1996年，他想追求生活上的變化，加上他從小就對中國文化產生濃厚的興趣，便嘗試學習不同的地方語言如西班牙文。他之後特意在當地唐人街一間中國超級市場工作，兼且認識中國人，又會利用空餘時間去百祥塔社區中心與華聲社中文學校學習中文。郭栢榮前後用了3年時間學有所成，通過中文 GCSE 的考試。此後，他在大約2004年移居香港生活。此前，他時常在利物浦華人社區的酒吧、卡啦OK 廳演出。2012年，他參加中國東方衛視舉辦的節目《中國達人秀》，期間他因為用純正的粵語唱出〈Happy 2000〉一曲而令評判黎明覺得有趣。郭栢榮於2013年無綫電視46週年台慶中抽中了台慶終極大獎，即是一層價值818,000元的惠州白鷺湖豪華電梯洋房。他因此而引起觀眾注意。現時，他主要為無綫電視拍攝劇集，也會往來英國、香港、中國內地、澳門和新加坡等各地演出，又有開個人小型演唱會如「馬來西亞雲頂世界2015演唱會」。

### 入行經過
他有一次於社交網站臉書尋找製作人的時候找到資深製作人蔡和平的戶口，於是便加了他做朋友。2012年，他與蔡和平簽下經理人合約，因為蔡和平認為郭栢榮為人熱誠，又懂得詠春、跌打等中國國粹，所以只是閑談了數小時後便簽他為旗下藝人。自此之後，郭栢榮開始他在娛樂圈的發展。

### 被指捲入騙局案件
2015年7月，郭栢榮被指以「瑞士抗衰老專家」Barry Keith James 的身份參與一個國際整容集團，誘騙世界各地官員的妻子、富有女士和女強人參加4萬元的5日4夜「奢華香港 逆時之旅」，過程中會有猛男陪伴遊船河拍寫真，並會接受肉毒桿菌針抗衰老療程。香港警方東九龍警區重案組探員其後拘捕該「黑醫集團」一名三十歲姓熊的女職員。有關報導傳出後，郭栢榮澄清有關不實報道及提到會將事件交給律師處理。同月8號，無綫電視亦都透過節目《東張西望》發表聲明，指出報道意圖把無綫電視扯入該宗涉嫌騙局的事件當中，有故意抹黑、混淆視聽之嫌，電視台對於該事件予以譴責。

## 演出作品

### 電視劇（無綫電視）
| 首播   | 劇名         | 角色               | 備註                                 |
| 2013年 | 衝上雲霄II   | ？（待補充）       |                                      |
| 2013年 | 熟男有惑     | Frankie            | 第20集                               |
| 2014年 | 新抱喜相逢   | 外國基金總裁       |                                      |
| 2014年 | 廉政行動2014 | 德拉斯             | 單元四：《黑球》（足球界打假波事件） |
| 2014年 | 點金勝手     | Antonio Cruz       |                                      |
| 2014年 | 大藥坊       | 阿爾貝博士         |                                      |
| 2014年 | 我們的天空   | 伍 貴              | 單元：《冬天的童話》                 |
| 2014年 | 飛虎II       | 恐怖份子           |                                      |
| 2014年 | 八卦神探     | 洋 人              |                                      |
| 2015年 | 華麗轉身     | 馬祖蓮娜之男友     |                                      |
| 2015年 | 天眼         | 洪俊英             |                                      |
| 2015年 | 潮拜武當     | 拳館教練           |                                      |
| 2015年 | 師奶MADAM    | 外籍客人           |                                      |
| 2015年 | 鬼同你OT     | 高法奧             |                                      |
| 2015年 | 樓奴         | 海老闆             | 客串第1集                            |
| 2015年 | 拆局專家     | Sunny              | 第10、11、13集                       |
| 2015年 | 收規華       | 布 朗              |                                      |
| 2015年 | 張保仔       | 菲比奧             |                                      |
| 2015年 | 梟雄         | 貝特羅             |                                      |
| 2016年 | 潮流教主     | Steve              |                                      |
| 2016年 | 末代御醫     | 俄國大力士朱尼科夫 | 第1集                                |
| 2016年 | 為食神探     | Gentry Stein       | 第19集                               |
| 2016年 | 流氓皇帝     | 啤啤夫             | 第14集                               |
| 2019年 | 福爾摩師奶   | 白威廉             |                                      |

### 參與節目
| 首播           | 節目名                  | 備註              |
| 東方衛視       |                         |                   |
| 2012年         | 中國達人秀              | 第四季參賽者      |
| 上海廣播電視台 |                         |                   |
| 2012年         | 今天我主持              |                   |
| 無綫電視       |                         |                   |
| 2013年         | 新春自家菜              | 第二輯、第3集嘉賓 |
| 2014年         | 2014年度香港小姐競選    | 演出              |
| 2023年         | 中年好聲音2 100強大召集 | 參賽者            |
| 中年好聲音2    |                         |                   |

### 電影
| 首映   | 電影名   | 角色  | 備註           |
| 2016年 | 片場爭風 | 記 者 | 導演：司徒永華 |
| 2024年 | 12怪盜   | 教 授 | 導演：何國敏   |

## 音樂作品

### 單曲
- 2008年：Feel the Love（倫敦 Schlep Records 唱片公司錄製）
- 2012年：Cook一曲（由林慕德創作）

## 廣告 / 代言
- 2004年：肯德基瑞士雞翼[8]
- 2013年：第60屆澳門格蘭披治大賽車
- 2015年：壽桃牌鮑魚麵（與曾志偉合作）[9]
- 2017年：發達太太財務
- 2017年：醫之選「曲脈消」、「維他命B雜」、「維他命E 200 IU」、「天然大豆異黃酮」、「強化骨質配方」、「特級奧米加3」

## 其他

### 宣傳影片
- 2013年：杜德偉台灣演唱會開幕短片

## 外部連結
- 郭栢榮的新浪微博
- 郭栢榮的Instagram帳戶
- 郭栢榮的Facebook專頁
- HK Entertainer - 24x24 郭柏榮 （页面存档备份，存于）
- TVB郭栢榮布偉傑助陣ICC 獻唱人氣攀升 （页面存档备份，存于）